# 流纹蜷
流纹蜷（学名：Thiara riqueti），是中腹足目锥蜷科锥蜷属的一种。主要分布于马来西亚、台湾，常栖息在溪流、池塘、稻田于河口上。